# Aciagrion steeleae
Aciagrion steeleae é uma espécie de libelinha da família Coenagrionidae.
Pode ser encontrada nos seguintes países: Angola, Botswana, Malawi, Zâmbia e possivelmente em Tanzânia.
Os seus habitats naturais são: florestas subtropicais ou tropicais húmidas de baixa altitude, savanas áridas, savanas húmidas, matagal árido tropical ou subtropical, rios, rios intermitentes, pântanos, marismas de água doce e marismas intermitentes de água doce.